# Diplostephium haenkei
Diplostephium haenkei là một loài thực vật có hoa trong họ Cúc. Loài này được (DC.) Wedd. mô tả khoa học đầu tiên.